# Avenue Palmerston
L'avenue Palmerston (en néerlandais : Palmerstonlaan) est une artère et un parc situés à l'est du centre de Bruxelles dans le quartier des Squares entre le square Marie-Louise et le square Ambiorix.

## Situation et accès
Cette avenue dont le terre-plein central prend le nom de square Palmerston fait partie du quartier des Squares. En légère déclivité, l'avenue relie le square Marie-Louise situé en contrebas au square Ambiorix. La rue Buduognat se raccorde aussi à l'avenue.
La partie centrale de l'avenue est occupée par un square d'une superficie d'environ 2 400 m2 (environ 116 m sur 22 m). On y trouve deux pièces d'eau carrées placées à chaque extrémité et, au centre, un groupe de statues en bronze. Une douzaine de robiniers délimitent le terre-plein de la voirie.
| ___ | Ce site est desservi par la station de métro : Schuman. |

## Origine du nom

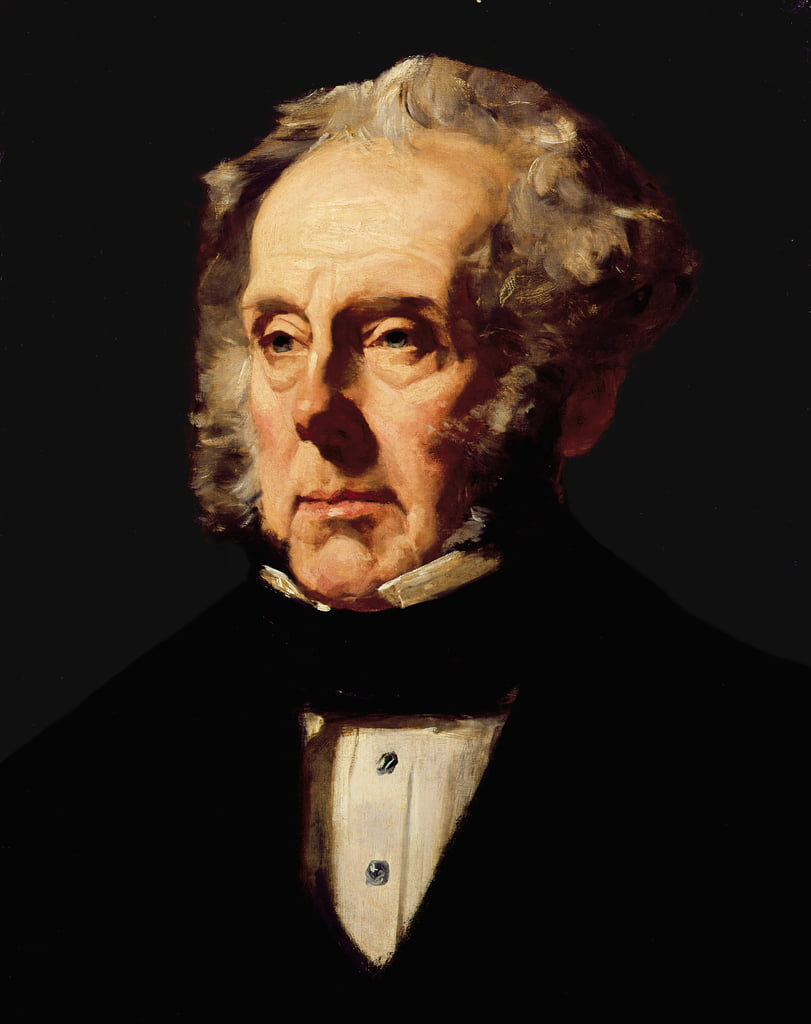
Lord Palmerston.

L'avenue rend hommage au Lord Palmerston (1784-1865), homme d'État britannique, deux fois premier ministre.

## Historique
L’avenue est ouverte suivant le plan d’aménagement dessiné par l’architecte Gédéon Bordiau, approuvé par arrêté royal en 1875.
Elle prend sa dénomination en 1877.
Le square est aménagé dans les années 1880.

## Bâtiments remarquables et lieux de mémoire
- Groupe de statues en bronze appelé La Folle Chanson, réalisé par le sculpteur Jef Lambeaux en 1898 et installé sur place en 1902[1].
- No 2 : construite en 1899, cette maison de 838 m2 a été à plusieurs reprises menacée de démolition (en 1936, 1938 et 1957). Elle est finalement classée en 1971 et inscrite par l’Unesco en 2000 sur sa liste du patrimoine mondial exceptionnel. Le bâtiment est acquis en 2006 par la Croatie, qui le propose à la vente en 2020 pour la somme de 2,2 millions d’euros[2].
- Nos 2, 4 et 6 : hôtel van Eetvelde, réalisé par Victor Horta à partir de 1895 et figurant sur la liste du patrimoine mondial de l'Unesco. On remarque notamment la façade à structure métallique du no 4, une innovation à l'époque de sa construction[3].
- No 3 : hôtel Deprez-Van de Velde, réalisé par Victor Horta en 1896.
- No 16 : maison construite en 1897 par l’architecte Henri Vandeveld[4] ; on y trouve aujourd’hui un centre culturel tchèque, la Prague House.
- No 18 : maison Moyaux.
- No 24 : villa Germaine, maison de style éclectique construite en 1897[5],[6].

## Galerie

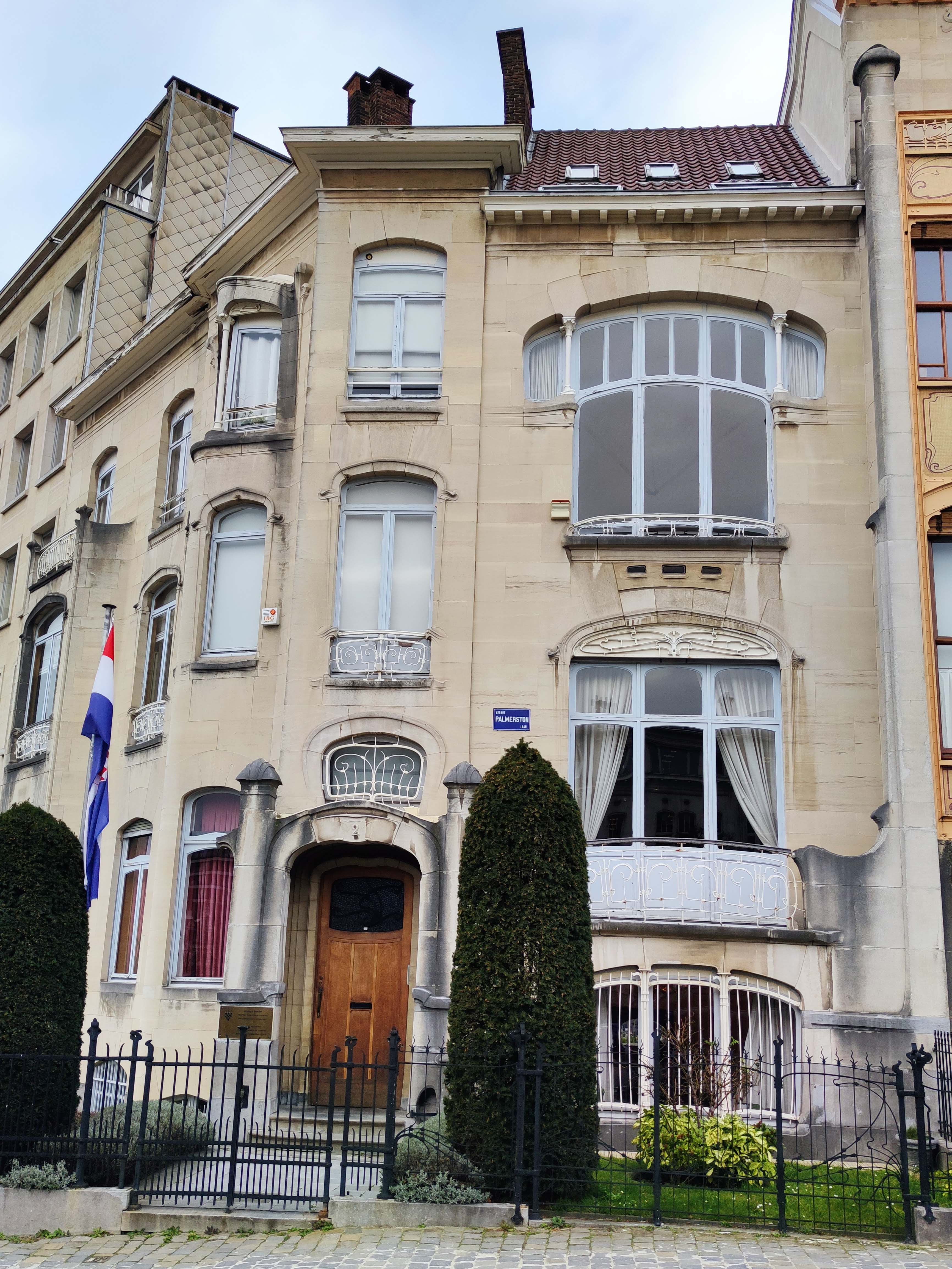
No 2.
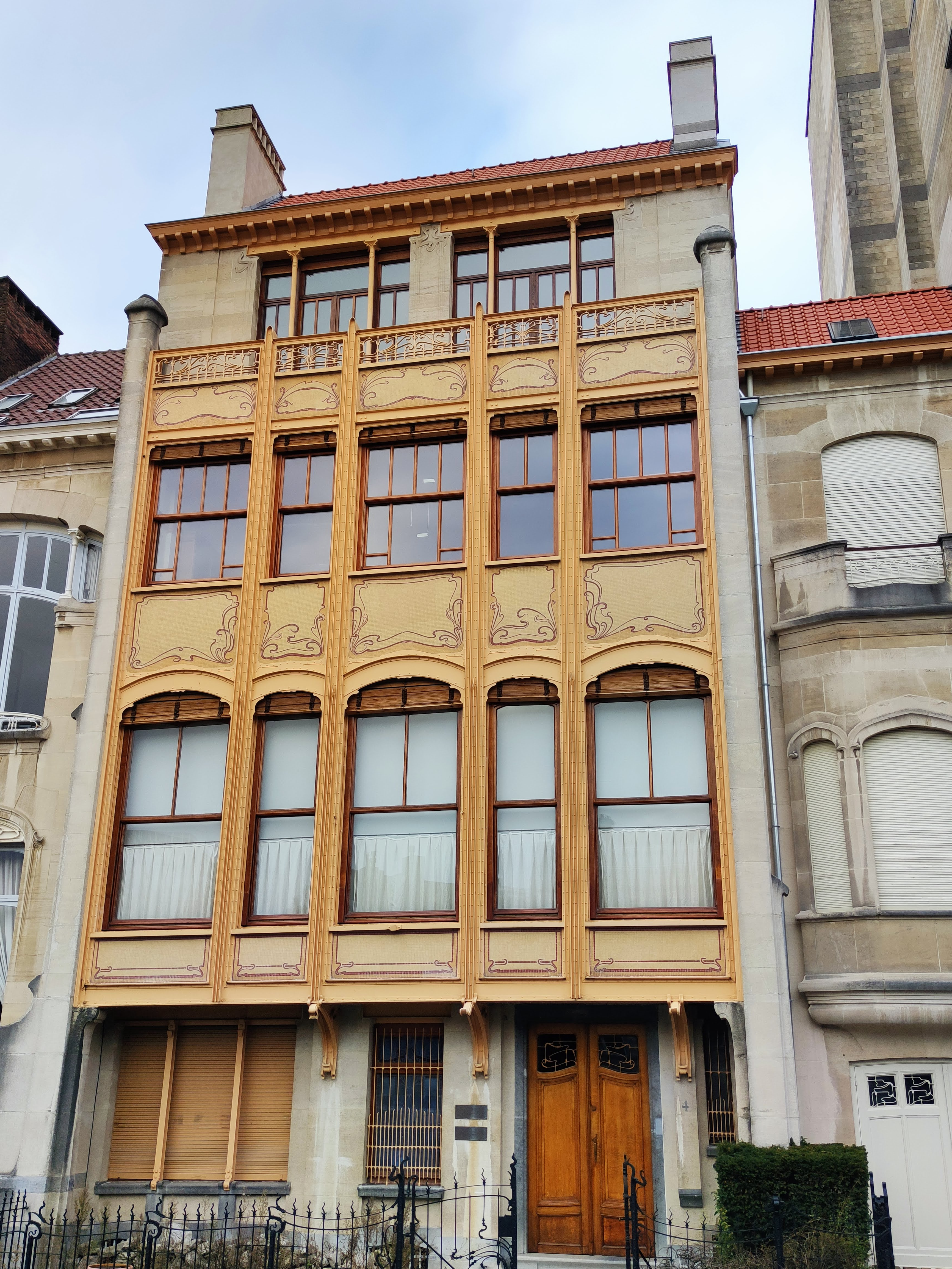
No 4.
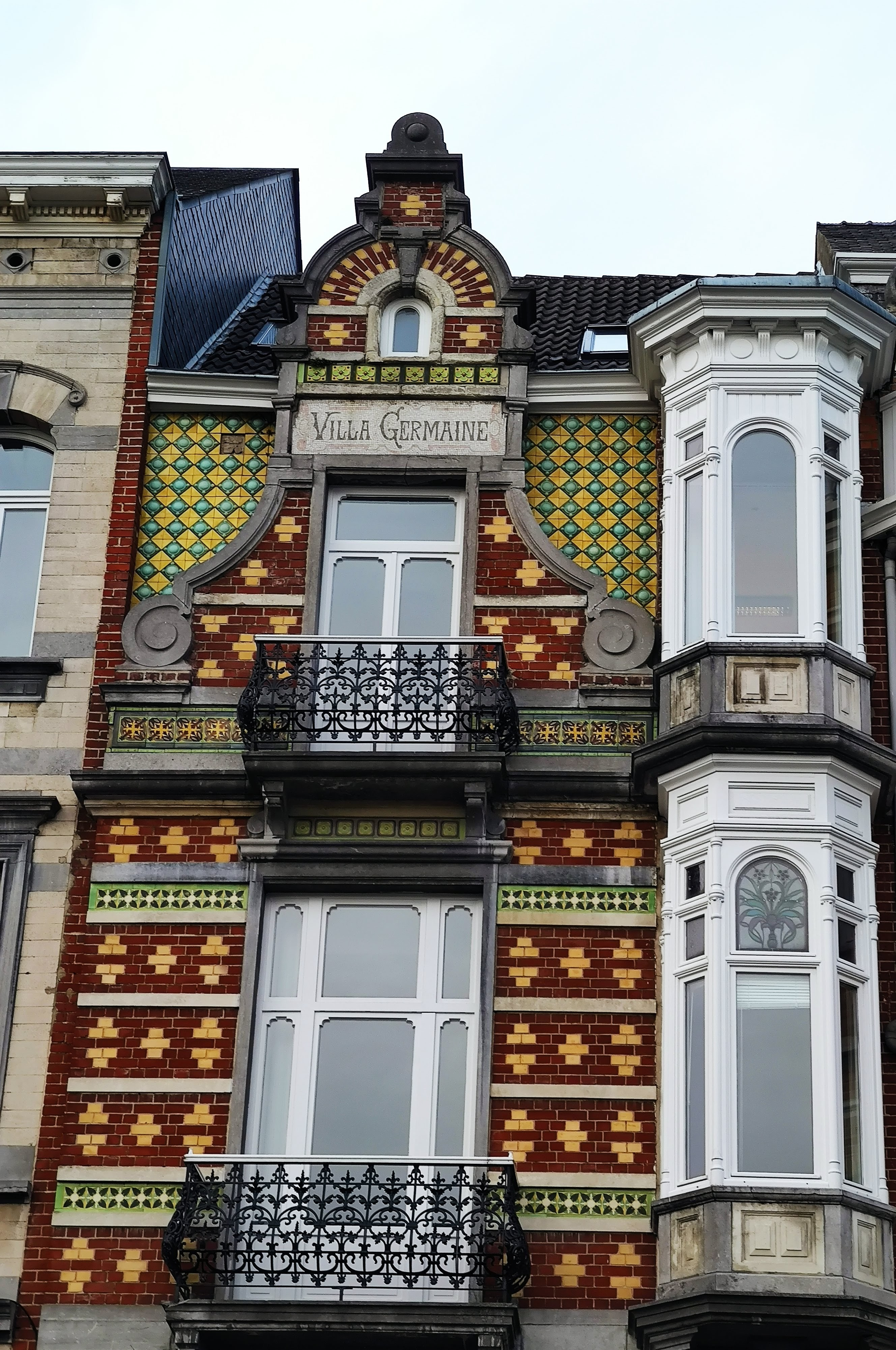
No 24.
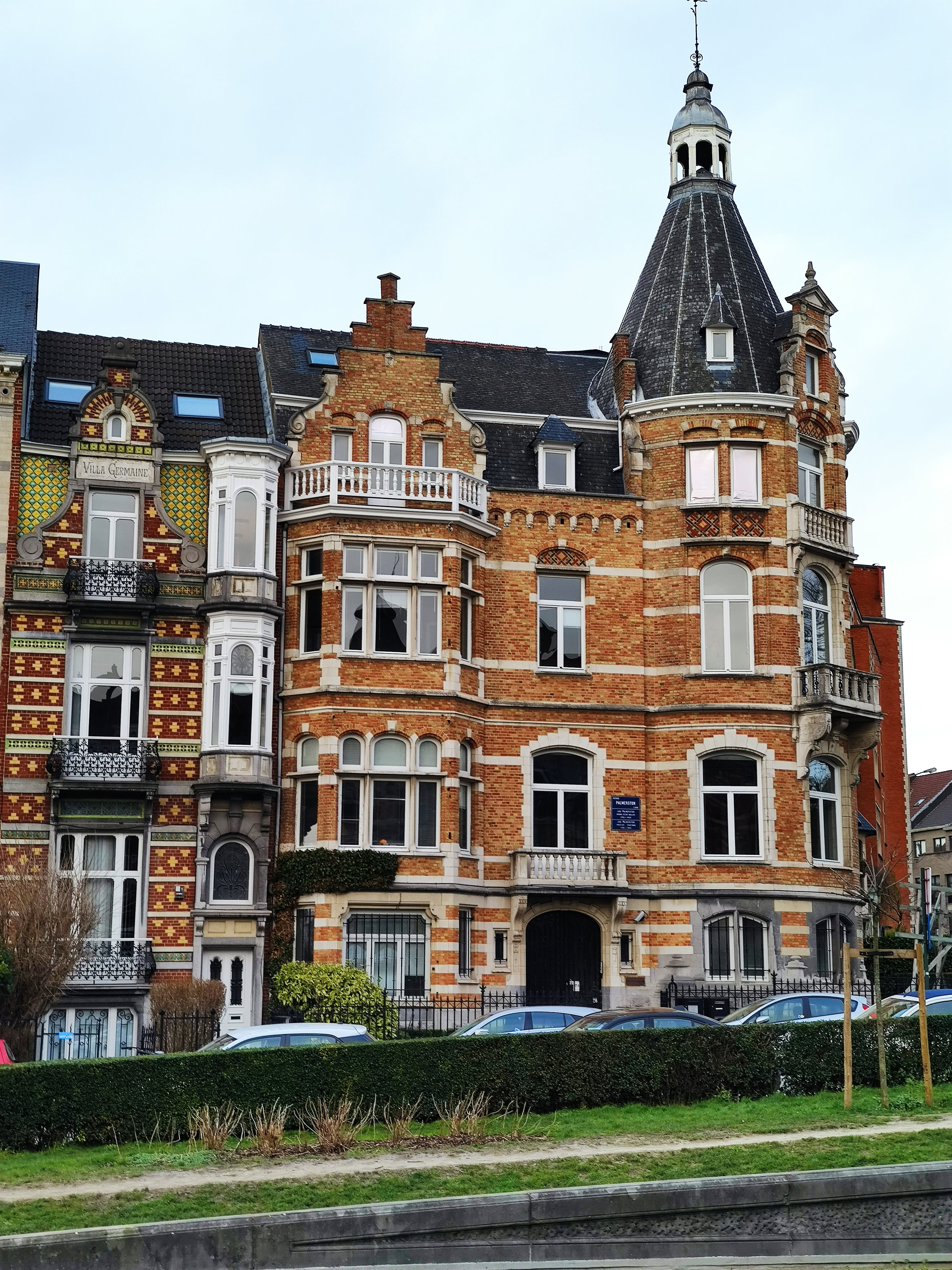
Nos 24 et 26.